# 短頜南乳魚
短頜南乳魚，為輻鰭魚綱胡瓜魚目南乳魚科的其中一種，被IUCN列為易為保育類動物，分布於紐西蘭的淡水、半鹹水、海水域，體長可達26公分，肉食性，生活習性不明，可做為食用魚。

## 擴展閱讀
維基物種上的相關：短頜南乳魚